# 869
Évszázadok: 8. század – 9. század – 10. század
Évtizedek: 810-es évek – 820-as évek – 830-as évek – 840-es évek – 850-es évek – 860-as évek – 870-es évek – 880-as évek – 890-es évek – 900-as évek – 910-es évek
Évek: 864 – 865 – 866 – 867 –  868 – 869 – 870 – 871 – 872 – 873 – 874

## Események

### Európa
- I. Baszileosz bizánci császár összehívja a negyedik konstantinápolyi zsinatot a Phótiosz-féle egyházszakadás lezárására.
- Egy földrengésben leomlik a konstantinápolyi Hagia Szophia egyik kupolája.
- II. Lajos itáliai császár ostrom alá veszi a muzulmán Barit. Megérkezik segíteni a bizánci flotta is, de a két fél nézeteltérései miatt (a flottaparancsnok magával akarja vinni Lajos lányát, akit eljegyeztek Baszileiosz fiával) az együttműködés meghiúsul és az ostromot feladják.
- II. Lothár lotaringiai király Rómába utazik, hogy II. Adorján pápa jóváhagyását kérje a válásához. Hazafelé megbetegszik és 34 évesen Piacenzában meghal. Szeretőjétől, Waldradától született gyerekeit törvénytelennek nyilvánítják, így örököse elvben bátyja, II. Lajos császár. Lajos azonban Dél-Itáliában van lekötve és két nagybátyja, Kopasz Károly nyugati- és Német Lajos keleti frank király felosztja egymás között Lothár országát.
- A yorki vikingek Csontnélküli Ivar és Ubba vezetésével betörnek Kelet-Angliába és legyőzik annak királyát, Edmundot. Legendája szerint elfogják a királyt és hitének megtagadását követelik, és amikor erre nem hajlandó, kegyetlenül kivégzik.

### Abbászida Kalifátus
- Al-Mutazz kalifa elutasítja a türk katonák zsoldkövetelését, mire azok fellázadnak, súlyosan bántalmazzák és börtönbe zárják a kalifát, aki három nappal később meghal. Utódjául unokatestvérét, al-Muhtadít választják.
- Bászra környékén kitör a kelet-afrikai rabszolgák zandzs felkelése, amely 14 évig tart.

### Japán
- Honsú keleti partjainál nagy földrengés pusztít, a cunami 4 km-re nyomul be a szárazföldre.
- Először tartják meg a Gion macuri ünnepséget, hogy könyörögjenek az isteneknek egy járvány befejezéséért.

## Születések
- Józei, japán császár

## Halálozások
- február 14. – Szent Cirill, bizánci hittérítő
- július 16. – al-Mutazz, abbászida kalifa
- augusztus 8. – II. Lothár, frank király
- október 6. – Orléans-i Ermentrude, Kopasz Károly frank király felesége
- november 20. – Mártír Edmund, kelet-angliai király

## Fordítás
- Ez a szócikk részben vagy egészben  a(z)   869 című angol Wikipédia-szócikk ezen változatának fordításán alapul.  Az eredeti cikk szerkesztőit annak laptörténete sorolja fel. Ez a jelzés csupán a megfogalmazás eredetét és a szerzői jogokat jelzi, nem szolgál a cikkben szereplő információk forrásmegjelöléseként.